# Don't Worry About Me
Don't Worry About Me é o álbum solo de estreia do músico estadunidense Joey Ramone. Foi lançado postumamente em fevereiro de 2002, quase um ano após a morte de Joey. O álbum, que tem 34:49 de duração, foi produzido por Daniel Rey e lançado pela Sanctuary Records.
O álbum inclui duas regravações: são elas "What a Wonderful World", originalmente interpretada por Louis Armstrong, e também "1969", da banda estadunidense The Stooges.
Uma versão DualDisc do álbum foi lançada em 19 de novembro de 2002. Isso incluiu o álbum em um formato DVD-Áudio, que é em 5.1 surround sound, igualmente como é no clipe de "What a Wonderful World" e outro material.
| Críticas profissionais                                                      | Críticas profissionais |
| Avaliações da crítica                                                       | Avaliações da crítica  |
| Fonte                                                                       | Avaliação              |
| --------------------------------------------------------------------------- | ---------------------- |
| Allmusic                                                                    | [ 1 ]                  |
| Rolling Stone                                                               | [ 2 ]                  |
| Esta tabela precisa de ser acompanhada por texto em prosa. Consulte o guia. |                        |

## Faixas
Todos sons escritos por Joey Ramone, exceto as indicadas.
1. "What a Wonderful World" (Bob Thiele, George David Weiss) – 2:23
2. "Stop Thinking About It" (Joey Ramone, Andy Shernoff) – 2:57
3. "Mr. Punchy" – 2:35
4. "Maria Bartiromo" – 3:58
5. "Spirit in My House" – 2:02
6. "Venting (It's a Different World Today)" – 3:17
7. "Like a Drug I Never Did Before" – 2:04
8. "Searching for Something" (Joey Ramone, Al Maddy) – 4:12
9. "I Got Knocked Down (But I'll Get Up)" – 3:42
10. "1969" (Dave Alexander, Iggy Pop, Ron Asheton, Scott Asheton) (Gravado para o Álbum de tributo a Iggy Pop, cujo lançamento ocorreu em 1997) – 3:40
11. "Don't Worry About Me" – 3:55

## Créditos
- Joey Ramone – Vocalista
- Daniel Rey – Guitarra, backing vocal
- Andy Shernoff – Baixo, backing vocal
- Frank Funaro – Bateria na faixa "Stop Thinking About It", "Spirit in My House", "I Got Knocked Down (But I'll Get Up)" e "Don't Worry About Me"
- Joe McGinty – Teclado na faixa "What a Wonderful World", "Spirit in My House", "I Got Knocked Down (But I'll Get Up)" e "Don't Worry About Me"
- Marky Ramone – Bateria na faixa "What A Wonderful World", "Mr. Punchy", "Maria Bartiromo", "Venting (It's A Different World Today)", "Like a Drug I Never Did Before" e "Searching for Something"
- Captain Sensible – Backing vocal em "Mr. Punchy"
- Dr. Chud – Bateria na faixa "1969"
- Jerry Only – Baixo em "1969"
- Mickey Leigh – Guitarra e backing vocals na faixa "Don't Worry About Me"
- Al Maddy – Guitarra, baixo e backing vocals na faixa "Searching for Something"
- Veronica Kofman – Backing vocal em "Mr. Punchy"
- Helen Love – Backing vocal em "Mr. Punchy"